# Aeryn Sun
Aeryn Sun (interprétée par Claudia Black) est un personnage de fiction issu de la série télévisée Farscape. C'est une ancienne pilote Pacificateur, un commando, et un officier de la Compagnie Icarion, du régiment Pleisar. Bien qu'elle semble être humaine, elle est en fait une sébacéenne — une espèce (pratiquement) indiscernable des humains. Quand John Crichton est apparu par un vortex, l'officier Aeryn Sun était un des pilotes qui avait pour ordre de le capturer.
Cependant, le patrouilleur d'Aeryn a été absorbé par la combustion de Moya et a été remorqué avec le léviathan qui s'échappait. Aeryn a été traitée comme une prisonnière à bord de Moya, mais en raison du temps passé avec Crichton et les autres, elle a été considérée comme « irréversiblement contaminée » par Bialar Crais, un crime punissable par la mort. Bientôt John Crichton et Ka D'Argo réussissent encore à échapper aux Pacificateurs, alors n’ayant nulle part où aller, Aeryn devient à contrecœur une fugitive avec eux.
Née dans un transporteur amiral, la seule vie qu'elle connaissait était la vie militaire, faite d'ordres et de respect à la hiérarchie. Mais c'est dans cet environnement qu'elle a appris à se battre habilement au corps à corps et avec des armes.
À bord de Moya, elle apprend à penser différemment. Elle ne vit plus en suivant les règles strictes qu'elle tire de son éducation de pacificatrice. Elle est également devenue un membre important des passagers de Moya et la compagne de John.
C'est seulement après avoir quitté les Pacificateurs qu'Aeryn a pu découvrir qui elle était. Elle a découvert que sa mère, Xhalax Sun, était une pilote des Pacificateurs qui — malgré les règles sur les relations entre Pacificateurs — a établi une relation amoureuse avec un officier plus âgé, Talyn Lyczac. De cette union, Aeryn est née, étant ainsi un enfant désiré et conçu dans l'amour. Mais le couple fut découvert et sur les ordres de la hiérarchie, Xhalax dut choisir entre Aeryn et Talyn. Elle dut exécuter le père d'Aeryn pour que celle-ci puisse vivre.